# Sainte-Colome
Sainte-Colome é uma comuna francesa na região administrativa da Nova Aquitânia, no departamento dos Pirenéus Atlânticos. Estende-se por uma área de 9,43 km². Em 2010 a comuna tinha 360 habitantes (densidade: 38,2 hab./km²).